# Bianca Chiminello
Bianca Chiminello (Melbourne, 5 settembre 1976) è un'attrice e modella australiana.
È nota per aver interpretato il personaggio di Jenavian Charto nella serie televisiva Farscape.

## Biografia
Di origini italiane, serbe e irlandesi, Bianca Chiminello è nata a Fitzroy, sobborgo di Melbourne. Ha iniziato a praticare danza sin da piccola. Ha frequentato il Methodist Ladies' College di Melbourne e ha interpretato numerosi ruoli in serie come Ugly Betty, Dirty Sexy Money, Chuck e soprattutto Farscape. Nel 2007 ha recitato nel film indipendente Japan accanto a Peter Fonda.

## Filmografia

### Cinema
- Japan (2008)
- Il curioso caso di Benjamin Button, regia di David Fincher (2008) - non accreditata

### Televisione
- Farscape - serie TV, 3 episodi (2000)
- Detective Monk (Monk) - serie TV, episodio 4x05 (2005)
- Streghe (Charmed) - serie TV, 1 episodio (2005)
- Ugly Betty - serie TV, 1 episodio (2007)
- Dirty Sexy Money - serie TV, 3 episodi (2007)
- Chuck - serie TV, 1 episodio (2008)

## Doppiatrici italiane
Nelle versioni in italiano delle opere in cui ha recitato, Bianca Chiminello è stata doppiata da:
- Francesca Fiorentini in Detective Monk